# 迫田圭司
迫田 圭司（さこた けいじ、1973年3月4日 - ）は、日本の俳優、声優、ナレーター。リベルタ所属。神奈川県出身。東海大学卒業。
以前は、演劇集団アーバンフォレストに所属していた。趣味は読書とメディカルハーブ、特技はタップダンスと自発動。

## 出演作品

### 舞台
- アクトB-GUN「ガラスのレバー」（1995年、新宿シアターモリエール）
- アクトB-GUN「東京バイブレーション2」（1997年、スタジオアルタ）
- 演劇プロデュース集団アーバンフォレスト「南蛮奇譚」（1999年、下北沢駅前劇場）
- アクトB-GUN「ZERO」（1999年、東京芸術劇場小ホール1）
- 演劇プロデュース集団アーバンフォレスト「赤坂見附」（2000年、下北沢駅前劇場）
- 演劇プロデュース集団アーバンフォレスト「One！カンツラ一代」（2000年、新宿スペース107）
- 演劇プロデュース集団アーバンフォレスト「ホテルNR」（2001年、新宿スペース107）
- 演劇プロデュース集団アーバンフォレスト「NoBody,NoParty」（2002年、新宿スペース107）
- 劇団あぁルナティックシアター「リオデジャネイロ」（2003年、南大塚ホール）
- 大人の麦茶「ネムレナイト」（2004年、新宿シアターモリエール）
- ピンズ・ログ「サラミの会」（2005年、中野ウエストエンドスタジオ）
- まめや別館「鑑定士・財部真一」（2005年、シアターサンモール）
- 大人の麦茶「コトブキ珈琲」（2006年、「劇」小劇場）
- ピンズ・ログ「火の鳥にキス」（2008年、劇場MOMO）
- 演劇集団アーバンフォレスト「おいしいタイミング」（2008年、スペース・ゼロ）
- 伊丹ドンキープロデュース「パニヒダ」（2009年、大塚萬劇場）
- DHE@stage×穴吹一朗「Tower of Sugar」（2009年、スペース・ゼロ）
- 演劇集団アーバンフォレスト「真夜中の取調室」（2010年、シアターグリーンBIG TREE THEATER）
- Jack in the Rocks feat.演劇集団アーバンフォレスト「今度はオセロ」（2010年、シアターサンモール）
- UTAKAI「ショパンと三人の恋人」（2010年、下北沢アレイホール）
- 演劇集団アーバンフォレスト「それはアカン！」（2010年、劇場HOPE）
- DHE@stage「新・日ノ丸レストラン」（2011年、あうるすぽっと） 脚本・演出／岡本貴也
- Decca「八人目の侍」（2011年、中野ウエストエンドスタジオ） 脚本・演出／穴吹一朗
- Decca「ミスターXからの招待状」（2011年、恵比寿・エコー劇場） 脚本・演出／穴吹一朗
- 「恋せよ乙女〜花の浅草人情噺」（2013年、伝承ホール） 脚本／森本朱丹・演出／安井ひろみ
- 美輪明宏版「愛の讃歌〜エディットピアフ物語」（2014年、新国立劇場 他） 脚本・演出／美輪明宏
- 劇団BOOGIE★WOOGIE「弓張月」（2015年、日暮里d-倉庫）脚本／沢崎麻也・演出／小川信太郎
- 美輪明宏版「黒蜥蜴」（2015年、新国立劇場・東京芸術劇場 他）原作／江戸川乱歩・脚本／三島由紀夫・演出／美輪明宏
- 「四谷怪談」（2015年、俳優座劇場）脚本／鶴屋南北・演出／西沢栄治

### CM出演
- リンガーハット
- アサヒビール アサヒスーパードライ
- マーベラスAQL 牧場物語
- 日本興亜損保
- 日本マクドナルド ハッピーセット
- カーコンビニ倶楽部

### TV番組（ナレーション）
- NHK　劇場中継「かたりの椅子」
- NTV　特番「モノポップスER」
- BS12　「創造!ニッポンの元気」

### TVCM（ナレーション）
- アサヒ飲料 十六茶
- グリコ プリッツ
- JAバンク
- ファッションセンターしまむら
- アリコ てごろでがっちり入院保険
- 日本コカコーラ ジョージア
- セブン銀行
- NTT東日本（CI）
- 三洋信販 ポケットバンク
- Canon ピクサス
- 日本マクドナルド ハッピーセット シャカシャカチキン
- ラウンドワン
- シマダヤ 流水麺 鉄板麺 ざる麺
- ジョンソン カビキラー
- ACジャパン 日本脳卒中協会
- HONDA ライフ
- コメリ
- リクルート 赤すぐnet
- ダイハツ エコカー補助金
- 雪印メグミルク 雪印北海道100さけるチーズ
- 味の素 Cook Do 麻婆茄子 回鍋肉
- JTB るるぶトラベル

### ラジオCM
- コスモ石油
- クアーズ
- ソニー MDウォークマン
- NISSAN マーチ
- NEC VALUESTAR
- au
- 日本マクドナルド
- アサヒ飲料 三ツ矢サイダー
- 朝日新聞 天声人語
- JA共済

### 映画予告
- 「大人ドロップ」
- 「かいけつゾロリ」

### 吹き替え
- 「ヒューマン・ターゲット」
- 「WITHOUT A TRACE/FBI 失踪者を追え!」